# Hrabstwo Wayne (Indiana)
Hrabstwo Wayne (ang. Wayne County) – hrabstwo w stanie Indiana w Stanach Zjednoczonych. Obszar całkowity hrabstwa obejmuje powierzchnię 404,34 mil2 (1 047,24 km²). Według danych z 2010 r. hrabstwo miało 68 917 mieszkańców. Hrabstwo powstało w 1811 roku i nosi imię Anthony'ego Wayne'a, generała Armii Stanów Zjednoczonych podczas rewolucji amerykańskiej.

## Sąsiednie hrabstwa
- Hrabstwo Randolph (północ)
- Hrabstwo Hrabstwo Darke (Ohio) (północny wschód)
- Hrabstwo Hrabstwo Preble (Ohio) (wschód)
- Hrabstwo Union (południe)
- Hrabstwo Fayette (południowy zachód)
- Hrabstwo Henry (zachód)

## Miasta
- Boston
- Cambridge City
- Centerville
- Dublin
- East Germantown
- Economy
- Fountain City
- Greens Fork
- Hagerstown
- Milton
- Mount Auburn
- Richmond
- Spring Grove
- Whitewater